# 武相四大薬師
武相四大薬師（ぶそうよんだいやくし）とは、東京都、神奈川県に存在する4か所の薬師如来を本尊とする寺院のことを指す。
武相四大薬師とは、東京都八王子市の高尾山薬王院（北緯35度37分33.2秒 東経139度15分1秒 / 北緯35.625889度 東経139.25028度）、中野区新井の新井薬師（北緯35度42分50.9秒 東経139度40分3.2秒 / 北緯35.714139度 東経139.667556度）、神奈川県伊勢原市日向の日向薬師（北緯35度26分22.6秒 東経139度16分30.6秒 / 北緯35.439611度 東経139.275167度）、相模原市緑区三井の峰の薬師（北緯35度35分51.5秒 東経139度16分5.1秒 / 北緯35.597639度 東経139.268083度）の四寺院の総称である。